# 上海鲁迅公园
上海鲁迅公园是上海主要历史文化纪念性公园和中国第一个体育公园。位于上海市虹口区四川北路2288号，占地22.37公顷。

## 历史

### 虹口公园
清朝光绪二十二年（1896年），上海公共租界工部局在界外的北四川路底购得农田237.288亩，加上1901年再次购得约200亩土地，一部分作为万国商团打靶场，剩余土地建设成公园。公园由英国园艺设计师斯德克，根据英国格拉斯哥体育公园模式设计，1901年动工时初名“新娱乐场”（或称靶子场公园），1903年定名“虹口娱乐场”。1906年4月局部开放，1909年完全建成。1922年改名为“虹口公园”:6-7。
虹口公园开了上海乃至中国现代体育运动的风气之先。作为大型综合性体育公园，园内共有1个九孔高尔夫球场，75片草地网球场，8片硬地网球场，3片足球场，5片草地滚球场，还有曲棍球篮球、棒球、田径等场地。1915年和1921年，在虹口公园分别举办了第二届和第五届远东运动会。根据工部局统计，民国24年（1935年），租界外侨总共才3.8万人，而仅在虹口公园一处直接参加体育活动的就达86103人次，在虹口公园打高尔夫球还要排队。
另外一方面，由于虹口公园临近靶场，故而当时时常作为驻军的操演场。1920年代，因公园紧邻靶场，租界工部局决定将虹口公园作为万国商团步兵的会操地点；日军驻沪第三舰队也基本每年都在虹口公园举办天长节阅兵。1932年4月29日，在这里发生了虹口公园爆炸案。当日为天长节，日军依惯例在虹口公园阅兵。会间，韩国临时政府派独立党党员尹奉吉在主席台旁引爆炸弹，当场炸死日本上海派遣军司令白川义则、居留团团长河端贞次等，日本公使重光葵、总领事村井仓松等均被炸成重伤，极大地震动了日本侵略军。至今园中还有尹奉吉的纪念亭。1933年1月9日，日军再次在虹口公园举办大规模阅兵，为防范再次发生意外戒备严格，以致闸北一带传言日军将发动进攻，引发民众恐慌逃亡。
至1937年战前，日军已经事实上控制虹口公园，常连续数日携带重武器在虹口公园内操演，游客很少敢去公园。八一三事变后，公园及靶场的建筑物全部被日军佔領，作为军用场地:170-175。1945年日本投降后改名为“中正公园”。1950年改回“虹口公园”。

### 鲁迅公园
1927年，鲁迅从广州搬来上海，居住在虹口公园附近的大陆新村，直至去世。鲁迅生前一直来公园散步。1956年，鲁迅的灵柩由万国公墓迁此，并建鲁迅纪念亭、鲁迅纪念馆等，公园由体育公园设计逐步转变为纪念型公园，原有的体育功能剥离至虹口体育场（今虹口足球场）。1959年，虹口区人民委员会发动社会各界参加“义务劳动”，在公园内挖湖堆山，最终建成一个面积约1.6万平方米，深3米的人工湖和占地4400平方米，高22米的假山。1988年10月19日正式更名为“鲁迅公园”。
2013年8月28日起，公园关闭进行大修，2014年8月28日建成开放。此次大修中公园风貌基本不变，主要修缮公园内水电管线等基础设施，另外增设了一些与鲁迅有关的装饰。2022年10月，公园东北角经过为期5个月的局部改造后重新开放，此次改造后公园与大连西路、欧阳路之间不再设围墙。

## 建筑物

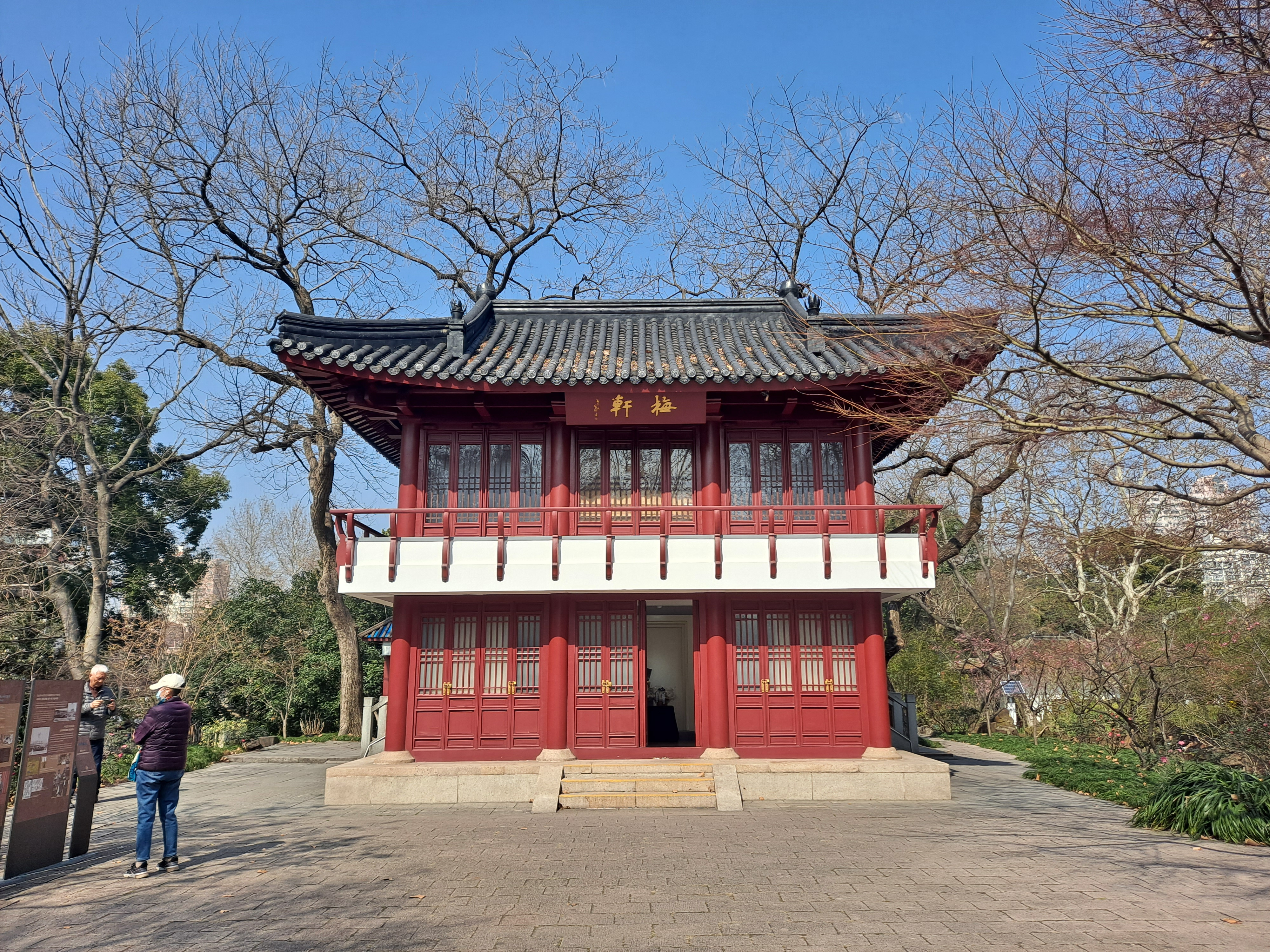
梅轩尹奉吉纪念馆

公园经百年的历史积累和不断改造建设，不仅保留了英国公园的公布形式，保留了南大门、饮水器等历史景观和紫薇等百年大树，而且揉和了中国造园艺术。
梅轩尹奉吉纪念馆于2003年开馆，位于该公园内，纪念1932年尹奉吉虹口公园义举。2013年9月，中国政府对鲁迅公园进行整修，韩国国家报勋处从2014年末开始全面更换纪念馆内展品，并在纪念馆广场陈列展品。2015年4月29日，鲁迅公园内的“梅轩尹奉吉纪念馆”重新开放。当天，尹奉吉义士义举83周年纪念仪式也在韩国首尔梅轩纪念馆举行。
朱屺瞻艺术馆位于公园东北角，是纪念画家朱屺瞻的美术馆。

## 画廊
- 公园简介
- 世界文豪广场
- 鲁迅墓
- 鲁迅墓
- 鲁迅纪念馆
- 纪念馆门前的鲁迅雕像
- 从鲁迅公园看虹口足球場
- 尹奉吉义举现场

## 交通
- 上海轨道交通 3号线/8号线 虹口足球场站
- 公交车线路：21路/70路/79路 鲁迅公园站